# Azove
Azove (em russo: Азов; romaniz.: Azov) é uma cidade do Oblast de Rostov, Rússia, situada no rio Dom, a seis quilômetros do mar de Azove. Em 2002 tinha 82 090 habitantes.

## História
No século III a.C., os gregos fundaram a colônia de Tánais na foz do rio Dom. No século III, os godos destruíram a cidade, sobrando apenas ruínas, a poucos quilômetros da cidade atual de Azove. No século X, a área passou para o Principado de Tmutaracã} dos eslavos, mas tribos turcas tomaram o controle do território posteriormente, chamando-o de azak (terras baixas), de onde deriva o nome da cidade. Os venezianos e genoveses fundaram uma colônia no lugar onde se situa atualmente Azove, dando-lhe o nome de Tana. Em 1471, os otomanos tomaram a cidade, onde construíram uma fortaleza. Em 1637, os cossacos conquistaram a fortaleza e em 1641 resistiram a um longo sítio promovido pelos otomanos. Em 1642, o czar decidiu incorporar o território, passado definitivamente para Rússia em 1774.